# Eva Vlasáková
Eva Vlasáková (* 10. dubna 1943 Tábor) je pedagožka, malířka, grafička, sklářská výtvarnice, designérka, typografka a ilustrátorka

## Život
Rodiče Evy Vlasákové byli učitelé, otec i spisovatel. Dědeček studoval na akademii malířství, ale kvůli starosti o rodinu musel školu opustit a stal se úředníkem. Eva Vlasáková po něm zdědila výtvarný talent a když její kresby viděl Jaromír Pečírka, doporučil aby šla studovat výtvarnou školu. V letech 1957-1962 absolvovala Výtvarnou školu Václava Hollara (A. Viktorin, J. Vondráček) a poté v letech 1962-1967 studovala na Vysoké škole uměleckoprůmyslové v Praze v ateliéru knižní a užité grafiky prof. Františka Muziky a prof. Josefa Nováka. Od roku 1966 do roku 1973 si přivydělávala jako grafička časopisu Estetická výchova. Po ukončení studia odcestovala do Helsinborgu, kde do roku 1968 pracovala jako grafik v redakci časopisu Femina. V letech 1977-1978 v rámci stipendijního pobytu po dobu půl roku kreslila v n.p. Elite v Chrudimi. Od roku 1982 se účastní Bienále grafiky v Brně.
Provdala se za Pavla Ježka, se kterým se seznámila během studia na VŠUP, a společně s ním se odstěhovala do Železného Brodu, kde působil jako pedagog a po roce 1989 byl ředitelem tamní sklářské školy. Ve škole i na sklářských sympoziích ve Škrdlovicích, kam ho provázela, poznala sklářské techniky užívané v ruční výrobě.
Roku 1982 odcestovala s Pavlem Ježkem do USA, kde připravovala výstavu českých umělců. Vyzkoušela si tam práci se sklem a roku 1983 získala stipendium Pilchuk Glass School ve Stanwoodu (Washington). Roku 1985 se zde učila techniku taveného skla u Clifforda Rainey. Roku 1986 dostala cenu za grafiku v Barceloně a měla pak samostatnou výstavu i v Cadaqués. Roku 1991 se poprvé zúčastnila sklářských sympozií v Novém Boru a ve Frauenau.
Roku 1992 obdržela cenu Kristallnacht Project v Philadelphii. Roku 1993 pracovala jako designérka ve sklárně FEDERs v Mexiku a v roce 1994 vedla kurs "Image, Space and Phantasy" v Pilchuk Glass School v USA. V letech 1995 a 1996 učila vitrologii v Pratt Fine Arts Center v Seattle a na Toyama Institute of Glass Art v Japonsku. Roku 1999 byla asistentkou Jiřího Harcuby v oboru ryté a umělecké sklo na Pilchuk Glass School.
V následujícím období se věnovala více papíru a grafice (symposia Papír v Předklášteří) a roku 1997 získala cenu Grafika roku v Praze. Nadále se zabývá i sklem a vystavuje své tavené plastiky, kresby a grafiky (Seattle, 2000). Výstavu Ztratit se do ticha roku 2001 věnovala památce svého zesnulého manžela Pavla Ježka. Roku 2001 se zúčastnila sympozia rytého skla v Harrachově a roku 2007 sympozia Smalt Art ve Vítkovicích. V letech 2006 a 2008 podnikla cesty do Jižní Ameriky a v létě 2007 a 2008 vedla kursy v Internationale Sommerakademie Bild-Werk ve Frauenau. Roku 2009 učila ve Vitrocoloru v San José na Kostarice a vystavovala tam a poté v San Salvadoru.
Je členkou SČUG Hollar, Jednoty umělců výtvarných a Nového sdružení pražských umělců. Eva Vlasáková žije a pracuje v Malé Skále. Z manželství má syna a dceru a také čtyři vnuky. Po smrti manžela tráví pravidelně dva zimní měsíce cestováním do exotických zemí. Navštívila Thajsko, Malajsii, Vietnam, Kambodžu, Laos, Indonésii, Argentinu, Chile, Bolívii, Peru, Ekvádor, Kolumbii, Panamu, Kostariku, Nikaraguu, Honduras, Salvador, Guatemalu, Mexiko, Egypt, Nový Zéland a Brazílii. 

### Ocenění
- Exlibris a drobná grafika: 1980, Dánsko, 1985 Zlatá medaile, Barcelona, 1986 Stříbrná medaile, Nancy, 1990, Binghamton, USA, 2005, 20. Trienále exlibris Chrudim
- 1987 Symposium malby RAWICZ ´87, Polsko
- 1988 Bronzová medaile, XIII. Biennale Brno, 2. cena, 60th Annual International Jurried Show, Harrisburg, PA, USA
- 1992 Bronzová medaile, Kristallnacht Project, The American Interfaith Institute, Philadelphia
- 1997 Grafika roku, Praha
- 1998 Medaile Masarykovy Akademie umění

## Dílo
Eva Vlasáková se zabývá grafikou, ilustrací a malbou, po roce 1983 také autorským taveným a v huti tvarovaným sklem, vitráží, vitrografií a malbou na porcelánu, prostorovými instalacemi vlastních prací i instalacemi výstav.

### Grafika, kresba, malba, práce s papírem, instalace
První kniha, kterou ilustrovala, byla Malá preludia (Dětství a mládí slavných skladatelů), Supraphon, n.p., Praha 1969. Kromě ilustrací se věnuje i úpravě knih a časopisů, návrhům obálek, tvorbě plakátů, značek a ex libris. Vytvořila dětské omalovánky a leporela pro nakladatelství Orbis a Panorama. Nástěnnými malbami vyzdobila Dětskou nemocnici v Litomyšli a radnici v Poličce. Je autorkou několika bibliofilských tisků (Ch. Morgenstern, P. Maudiargner, B. Schulz).
Grafická tvorba Evy Vlasákové navazuje na tvůrce 60. let a českou výtvarnou grotesku, která měla počátek v době jejího studia na grafické škole. Autorka určité prvky lidské nebo zvířecí fyziognomie záměrně zveličuje, aby vnesla do kompozice dynamický pohyb. Úskalí mezilidské komunikace je vyjádřeno v ironické podobě marného volání a nevyslyšených výkřiků. Její postavy se v nedefinovaném prostoru vznášejí nebo z něj unikají a jejich nevysvětlitelné chování navozuje jistou existenciální tíseň. Civilizační exprese je vyjádřena bez sentimentality a určující složkou jsou osobní vztahy. Jde o stále stejného člověka uprostřed davu, o jeho osud tak, jak ho prožívá každý z nás.
Grafické listy tvoří převážně technikou suché jehly a seskupuje je do volných cyklů. V raných grafických cyklech Jobova noc (1975), Listy z deníku I a II (1975-1978, Podoby (1976-1978) a Hlavy (1977) je zřejmý zájem autorky zachytit složité vnitřní psychické procesy. Ženské téma zde má protikladné podoby jako Žena-láskyplná krajina i Žena-zpustošená krajina. Její kresba je expresivní a ve výrazech tváře a gestech rukou zachycuje celou škálu emocí. Ryze osobní je kresebný cyklus "Lásky a úzkosti" z roku 1985, který charakterizuje dvojznačnost její tvorby. To co je skryto a hlubinné povahy, vyplouvá na povrch jako metafory vlastních příběhů.
V grafické tvorbě a kresbách Eva Vlasáková čerpá z poetického světa svých představ a nápadů. Úspěchy slavila zejména její drobná grafika a ex libris, kterých vytvořila kolem 150 a získala za ně řadu ocenění. Tvoří až s marnotratnou lehkostí a spíše než vnější realitu zachycuje vlastní prožitek mezi skutečností a snem (ilustrace knihy Ch. Morgensterna Šibeniční písně, 1988, cyklus Magická noc, 1995).
Častým motivem kreseb je létání a vznášení, chaos lidského hemžení, drama jednotlivce i věčný svár obou pohlaví (cykly: Ti druzí, Milostné příběhy, Dlouhá noc, Záznamy, Noci a dny, Hry, zábavy a potěšení, Kdo jsou ti muži, Zápisky z dlouhých chvil, O čem se neví, ad. Její kresby byly až do roku 1989 převážně černobílé, později začala užívat jasné barvy. Nespoutaná živelnost její kresby nakonec vedla k tomu, že opustila plochu a vstoupila do trojrozměrného prostoru. Svou výstavu v ÚKDŽ roku 1991 na podnět Marcely Pánkové pojala jako prostorovou instalaci. Její výtvarné sdělení je často spojeno s improvizací a využívá spontánně nejrůznější předměty, které odpovídají tématu výstavy a vytvářejí napětí - včetně exponátů z galerijního depozitáře (Krajina létání ve výstavě Putování divnou zemí, Regionální muzeum a galerie v Jičíně, 2004). Zcela opačnou polohou byla její střídmě pojatá prezentace šperků ze sbírek Uměleckoprůmyslového muzea, kterou podřídila výstavnímu záměru, nebo graficky čisté a nápadité řešení katalogu Pavla Ježka.
Malba Evy Vlasákoví vychází z impulzivní kresby a vyjadřuje opojení ze zářivých barev, ale zobrazuje i podivné bytosti s pitvornými rysy, které nejsou jen groteskní. Autorka zobrazuje i absurdní situace nebo tíživé okamžiky, které odlehčuje kresbou. Inspirací jsou pro ni i zahraniční cesty (Pařížské zahrady, 1999).

### Sklo a kov
Ke sklu přivedl Evu Vlasákovou její manžel Pavel Ježek. Možnost vyzkoušet si práci se sklem dostala během pobytu ve Spojených státech roku 1982, když spolu s Karin Webster připravovala výstavu českých výtvarníků v Seattle. Tehdy jí Marvin Lipofsky navrhl, aby přenesla své kresby na skleněné misky pískováním. V následujícím roce se zúčastnila letní sklářské školy v Pilchuku kterou vedl Erwin Eisch. Roku 1985 se v Pilchuku seznámila s tavenou plastikou v kursu, který vedl Clifford Rainey. Kromě taveného skla, které se stalo její hlavní technikou, se Eva Vlasáková věnuje i pískování na plochém i dutém skle, vitrografii (tisk ze skleněných desek) a vitráží vkládanou do olova. Zařadila se tak k několika výtvarníkům (Milkov, Ambrůz, Nepraš), kteří vystudovali jiný obor a své zájmy rozšířili i na sklo.
Na taveném skle, které má nepřehlédnutelné sochařské kvality, uplatňuje i kresbu. Podobně jako grafika má i její sklo nezaměnitelné figurální motivy a je ojedinělé i svým provedením. Více než barevnost skla ji zajímá zobrazený příběh a tavenou plastiku někdy doplňuje rytou kresbou. Vlasáková překračuje vžité konvence a nepsaná pravidla. Pro zvýraznění grafického i sochařského projevu využívá i zbytků sádrových forem.

### Realizace
- Skleněná vitráž z leptaného skla, Železárny Chomutov
- Skleněná vitráž z leptaného skla, radnice Kopřivnice
- Skleněná vitráž z leptaného skla, kancelář dolů Ostrava
- Skleněná vitráž z leptaného skla, Botana Skuteč

### Zastoupení ve sbírkách
- Národní galerie Praha
- Uměleckoprůmyslové museum v Praze
- Moravská galerie v Brně[28]
- Památník národního písemnictví Praha
- Severočeské muzeum Liberec
- Oblastní galerie v Liberci
- Muzeum skla a bižuterie v Jablonci nad Nisou
- Sklářské muzeum Žďár nad Sázavou
- Art Institute Chicago
- Kunstsammlungen der Veste Coburg
- Graphische Kunstsammlungen, Dresden
- Frederikshaven Museum, Dánsko
- Museum Narodowe, Varšava
- Severočeská sbírka Romana Karpaše[29]

### Autorské výstavy (výběr)
- 1978 Eva Vlasáková: Kresby, Oblastní galerie Liberec, ELITE Chrudim
- 1982 Eva Vlasáková: Teckningar, grafik, Galleri Nordvästen, Helsingborg
- 1985 Eva Vlasáková: Grafika a kresby, Galerie Karolina, Praha
- 1987 Eva Vlasáková: Grafika, Dům kultury ROH, Liberec
- 1991 Eva Vlasáková: Grafika, Malá galerie Melantrich, Praha
- 1991 Eva Vlasáková: Kresba, instalace, Ústřední kulturní dům železničářů (ÚKDŽ), Praha
- 1991 Eva Vlasáková: Skleněné objekty, Galerie V Loubí, České Budějovice
- 1991/1992 Eva Vlasáková: Ráj světa a labyrint srdce, Oblastní galerie Liberec
- 1993 Eva Vlasáková: Tři přání aneb vrtkavosti života, Městské muzeum a galerie, Polička
- 1994 Eva Vlasáková: Letní radování, Muzeum a Pojizerská galerie Semily
- 1995 Eva Vlasáková: Instalace, Atrium na Žižkově - koncertní a výstavní síň, Praha
- 1996 Eva Vlasáková: Tři lesy, Městské muzeum a galerie, Polička
- 1997 Eva Vlasáková: Grafika / Artist Book, Rodný dům Václava Šolce (Šolcův statek), Sobotka
- 1999 Eva Vlasáková: Zahrady ztracených rájů / Les Jardins des Paradis Perdus, Galerie Křižovníků, Praha
- 2000 Eva Vlasáková: Na prahu ztraceného ráje, Městská galerie Art Club, Týn nad Vltavou
- 2000 Eva Vlasáková: Grafika / Kresby, Galerie Hrozen, České Budějovice
- 2000 Eva Vlasáková: Ztratit se do ticha..., Muzeum a Pojizerská galerie Semily
- 2002 Eva Vlasáková: Tak trochu na přeskáčku, text Jan Rous, Galerie Hollar, Praha
- 2002 Eva Vlasakova: Magical Games, William Traver Gallery, Seattle
- 2004 Eva Vlasáková: Putování divnou zemí / Wandering through a strange Land, Regionální muzeum a galerie, Jičín
- 2005/2006 Eva Vlasáková, Antonín Sládek: Oleje 2005, Galerie La Femme, Praha
- 2007 Eva Vlasáková: Hry vážné, hříčky rozpustilé, Klicperovo divadlo, Hradec Králové
- 2013 Eva Vlasáková: Přání ztracená / Hry nalezené, Galerie Malovaný dům, Třebíč
- 2014 Eva Vlasáková: Skleněné proměny, Galerie Art (Světlana & Luboš Jelínek), Chrudim
- 2016 Eva Vlasáková: V zahradě kouzelníka, Galerie výtvarného umění, Hodonín[30]
- 2016 Eva Vlasáková: Sklo / hra & potěšení, Muzeum a galerie Hranice[31]
- 2018 Eva Vlasáková: Kdo si hraje, nezlobí, Kulturní centrum Česká Třebová
- 2020 Eva Vlasáková: sklo, grafika, objekty, Galerie Univerzity Pardubice[32]
- 2023 Eva Vlasáková: Putování tam a tady, Galerie Hollar, Praha

### Monografie
- Eva Vlasáková: Práce s papírem, instalace, obrazy, grafika, sklo / Work With Paper, Installations, Paintings, Prints, Glass, text Antonín Langhamer, Miroslav Kudrna, Jiří Machalický, Jana Orlíková-Brabcová, Jan Rous, Jan M. Tomeš, Zuzana Štěpanovičová, Oblastní galerie v Liberci 2009, ISBN 978-80-85050-79-0

### Katalogy
- Eva Vlasáková: Kresby, text Antonín Langhamer, Oblastní galerie Liberec 1978
- Pavel Ježek - sklo, Eva Vlasáková - kresby, text Miroslav Klivar, Krajské vlastivědné muzeum, Galerie výtvarného umění Olomouc 1981
- Pavel Ježek - sklo, Eva Vlasáková - kresby, grafika, text Miroslav Klivar, Galerie Fronta, Praha 1982
- Pavel Ježek, Eva Vlasáková, Muzeum dělnického hnutí, Semily 1983, dvojlist (úvod Antonín Langhamer)
- Eva Vlasáková, Grafika, sklo, Železný Brod 1985
- Eva Vlasáková: Ráj světa a labyrint srdce, text Jan Marius Tomeš, Oblastní galerie Liberec 1991
- Eva Vlasáková: Kresba, instalace, text Marcela Pánková a autorka, ÚKDŽ Praha 1991
- Eva Vytisková, Současná grafika Liberecka, Oblastní muzeum v Liberci 1991
- Eva Vlasáková: Tři přání aneb vrtkavosti života (Hommage à Bohuslav Martinů), Městské muzeum a galerie, Památník Bohuslava Martinů Polička 1993
- Eva Vlasáková: Tři lesy (Hommage à Bohuslav Martinů), Městské muzeum a galerie, Památník Bohuslava Martinů Polička 1996
- Pavel Ježek, Eva Vlasáková: Mezi vteřinou a věčností / Between a moment and eternity, Oblastní galerie Liberec 2009
- Eva Vlasáková: Grafika, sklo, (nedatováno, po roce 1985)
- Eva Vlasáková: Sklo, grafika, text Jana A Brabcová, (nedatováno, po roce 1985)
- Eva Vlasáková: Grafika, (nedatováno, po roce 1987)

### Souborné publikace
- Jiřina Medková, Skleněná plastika, Dům umění města Brna 1987
- Who´s Who in Contemporary Glass Art. A Comprehensive World Guide to Glass Artists-Craftsmen-Designers, Waldrich Verlag, München 1993, p. 588
- Antonín Langhamer, Legenda o českém skle, 292 s., TIGRIS spol. s r. o. 1999, ISBN 80-86062-02-3
- Sylva Petrová, České sklo, 283 s., Gallery, spol. s r.o. (Jaroslav Kořán), Praha 2001
- Iva Janáková, in: Anděla Horová (ed.), Nová encyklopedie českého výtvarného umění - dodatky, 988 s., Academia, nakladatelství Akademie věd České republiky 2006, ISBN 80-200-1209-5, s. 827-828
- Slovník českých a slovenských výtvarných umělců 1950–2009 (XX. Vil – Vz), Výtvarné centrum Chagall, Ostrava 2009, s. 76-77